# Thalassodes chlorinaria
Thalassodes chlorinaria är en fjärilsart som beskrevs av Paul Mabille 1897. Thalassodes chlorinaria ingår i släktet Thalassodes och familjen mätare. Inga underarter finns listade i Catalogue of Life.